# Polycyrtus albispina
Polycyrtus albispina är en stekelart som beskrevs av Szepligeti 1916. Polycyrtus albispina ingår i släktet Polycyrtus och familjen brokparasitsteklar. Inga underarter finns listade i Catalogue of Life.